# Michel Serrault, le portrait
Pour plus de détails, voir Fiche technique et Distribution.
Michel Serrault, le portrait est un documentaire français diffusé pour la télévision de Gérard Jourd'hui en 2007.

## Sujet
Ce documentaire, commenté par Michel Serrault, retrace sa vie, de sa foi chrétienne, de ses débuts au music-hall et le duo qu'il a formé avec Jean Poiret en passant par l'immense carrière qu'il a connue, aussi bien au cinéma qu'au théâtre.

## Fiche technique
- Réalisation : Gérard Jourd'hui
- Année : 2007
- Pays :  France
- Durée : 125 minutes
- Genre : Documentaire
- Date de diffusion à la télé : 28 avril 2007 sur France 3

## Distribution
- Michel Serrault

Images d'archives
- Jean Poiret
- Charles Aznavour

## Autour du documentaire
- Ce fut l'une des dernières apparitions de Michel Serrault que ce soit au cinéma ou à la télévision.
- Ce documentaire fut rediffusé le 31 juillet 2007 en hommage au comédien décédé le 29 juillet.